# Seznam vilniuských biskupů a arcibiskupů

## Biskupové ve Vilniusu
- 1388–1398 Andrzej Jastrzębiec (Andrzej Wasilko) OFM
- 1399–1407 Jakob Plichta OFM
- 1408–1414 Mikołaj Gorzkowski
- 1415–1422 Peter von Krakau
- 1422–1453 Matthias von Trakai
- 1453–1467 Mikołaj z Sołecznik
- 1468–1481 Johann
- 1481–1491 Andrzej Szeliga
- 1492–1507 Wojciech Tabor
- 1507–1519 Albert Radziwiłł
- 1519–1536 Jan Telničan (Jan Litewski, nemanželský syn Zikmunda I. a Kateřiny Telničanky) (poté biskup poznaňský)
- 1536–1555 Paweł Algimunt Holszański
- 1556–1579 Walerian Protasewicz
- 1579–1591 Georg Radziwiłł (pak biskup krakovský)
- 1597–1598 Bernard Maciejowski
- 1600–1615 Benedykt Woyna
- 1616–1630 Eustachy Wołłowicz
- 1631–1649 Abraham Woyna
- 1649–1656 Jerzy Tyszkiewicz
- 1656–1661 Jan Karol Dowgiałło Zawisza
- 1661–1665 Jerzy Białłozor
- 1667–1671 Aleksander Kazimierz Sapieha
- 1672–1684 Mikołaj Stefan Pac
- 1685–1686 Aleksander Kotowicz
- 1687–1722 Konstanty Kazimierz Brzostowski
- 1722–1723 Maciej Józef Ancuta
- 1724–1729 Karol Piotr Pancerzyński
- 1730–1762 Michał Jan Zienkowicz
- 1762–1794 Ignacy Jakub Massalski
- 1798–1808 Jan Nepomucen Kossakowski
  - 1808–1814 Hieronim Stojnowski (administrátor)
- 1814–1815 Hieronim Stojnowski
- 1840–1841 Andrzej Benedykt Kłągiewicz
  - 1842–1846 Jan Cywiński (administrátor)
- 1848–1858 Wacław Żyliński
- 1858–1883 Adam Stanisław Krasiński
- 1883–1889 Karol Hryniewiecki
- 1889–1895 Antoni Franciszek Audzijonis-Audzevičius
- 1897–1902 Stefan Aleksander Zwierowicz
- 1903–1917 Eduard von der Ropp
- 1918–1925 Jurgis Matulaitis MIC

## Arcibiskupové
- 1925–1926 Jan Feliks Cieplak
- 1926–1955 Romuald Jałbrzykowski, od 1945 apoštolský administrátor v polské části arcidiecéze se sídlem v Białystoku
- 1955–1989 Sedisvakance
- 1989–1991 Julijonas Steponavičius
- 1991–2013: Audrys Bačkis
- od 2013: Gintaras Grušas